# NGC 3902
NGC 3902 ist eine Balkenspiralgalaxie im Sternbild Löwe, die schätzungsweise 160 Millionen Lichtjahre von der Milchstraße entfernt ist. 
Die Galaxie wurde am 6. April 1785 von dem deutsch-britischen Astronomen Wilhelm Herschel entdeckt.

## NGC 3902-Gruppe (LGG 254)
| Galaxie   | Alternativname | Entfernung/Mio. Lj |
| --------- | -------------- | ------------------ |
| NGC 3920  | PGC 36981      | 161                |
| NGC 3902  | PGC 36923      | 160                |
| NGC 3944  | PGC 37244      | 161                |
| PGC 36996 | UGC 6806       | 167                |
| PGC 37002 | UGC 6807       | 165                |